# Фелікс Каніц
Фелікс Філіп Емануїл Каніц ( Felix Philipp Emanuel Kanitz   ) — австрійський та австро-угорський учений ( археолог,  географ ) і художник.
Завдяки своїм дослідженням на Балканах він отримав прізвисько Балканський Колумб. 

## Біографія
Народився 2 серпня 1829 року в Будапешті, Австрійська імперія. З дитячіх років він виявляв схильність до музики та образотворчого мистецтва. В 14 років він  осиротів і почав працювати «гравером-стажером» у Літографічному інституті Віце-Грімма. В основному він зосереджений на ілюстрації. У 1847 році переїхав до Відня і вступив до Літографського інституту Е. Зіні. Він завершив свої знання з історії мистецтва у Відні, Нюрнберзі, Дрездені, Мюнхені та Парижі .
Розпочав дослідницькі подорожі Південно-Східною Європою — Боснією та Герцеговиною, Чорногорією, Далмацією, Сербією та Болгарією, будучи художнім редактором журналу «Illustrate Zeitung» (1858). Його перша наукова робота «Римські знахідки в Сербії» була опублікована в 1862 році.
В 1870 році редактор Віденського антропологічного товариства. Свої наукові повідомлення він надсилає до Імператорської королівської академії. Член-кореспондент географічних товариств у Дрездені, Санкт-Петербурзі, Берліні та Відні. Опікун Музею торгівлі та член ради директорів Наукового клубу (Відень). З 1878р був цісарським радником імператора Франца Йосифа І.
За своє життя Фелікс Каніц відвідував Болгарію вісімнадцять разів. Вперше він ступив на болгарську землю 11 липня 1860 р. У 1868 р. розпочинає дослідження болгарських земель для Віденської академії допомоги. Результатом подорожей болгарськими землями є унікальні твори історичного, етнографічного та географічного характеру.

За написання та оформлення «Оригінальну карту Дунайської Болгарії і Балкан» з позначеними 3200 поселеннями, 35 монастирями і фортецями був нагороджений золотою медаллю на Географічному конгресі (1876, Париж). Використовувався російським командуванням під час російсько-турецької війни 1877-1878 років. Нагороджений російським орденом Святої Анни з діамантами.

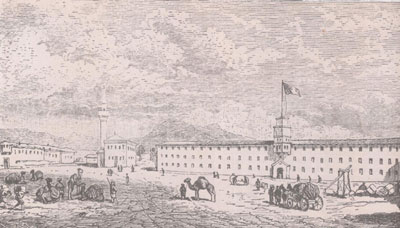
Малюнок Каніца з зображенням фабрики Добрі Желязкова в Слівені

Карти Фелікса Каніца були використані на Берлінському конгресі Великих держав (1878) для встановлення післявоєнних кордонів Балканського півострова. З 1885 року він створив 50 нових карт Сербії, Болгарського князівства та Східної Румелії. Видав також 3-томну працю «Дунайська Болгарія і Балкани» — історико-географічні та етнографічні подорожі 1860 — 1875 рр. Востаннє був у Болгарії 1883 р.
Під час перебування в Ловечі він зробив опис міста, креслення та провів археологічні розкопки Ловецької фортеці. Його проголошено почесним громадянином Ловеча «за докладне вивчення історії міста» 18 липня 1902 року.
Відинське село Каніц названо на його честь.
Помер у Відні 8 січня 1904 року у віці 74 років.

## Праці
- 1861: Die römischen Funde in Serbien (The Roman Finds in Serbia). Vienna.
- 1862: Serbiens byzantinische Monumente (The Byzantine Monuments of Serbia). Vienna.
- 1863: Beiträge zur Kartographie des Fürstenthums Serbien, gesammelt auf seinen Reisen in denJahren 1859-61. Wien.
- 1868: Reise in Südserbien und Nordbulgarien (A Journey to South Serbia and North Bulgaria). Vienna.
- 1868: Serbien — historisch-ethnographische Reisestudien (Serbia — Ethnographic and Historical Travel Studies). Leipzig.
- 1868: Reise in Südserbien und Nordbulgarien.
- 1877: Katechismus der Ornamentik (Catechism of the Decoration). Leipzig.
- 1882: Donau-Bulgarien und der Balkan (Danubian Bulgaria and the Balkans). Three volumes. Leipzig.
- 1889: Die prähistorischen Funde in Serbien bis 1889. Aeltere und neuere Grabdenkmalformen im Königreich Serbien.
- 1892: Römische Studien in Serbien. Der Donau-Grenzwall, das Strassennetz, die Städte, Castelle, Denkmale, Thermen und Bergwerke zur Römerzeit im Königr. Serbien.
- 1892: Römische Studien in Serbien (Roman Studies in Serbia). Vienna.
- 1904: Das Königreich Serbien und das Serbenvolk von der Römerzeit bis zur Gegenwart (The Kingdom of Serbia and the Serbian People from Roman Times until the Present). First volume. Leipzig.